# John W. Byrnes

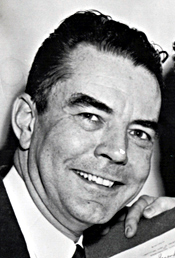
John W. Byrnes (1956)

John William Byrnes (* 12. Juni 1913 in Green Bay, Wisconsin; † 12. Januar 1985 in Arlington, Virginia) war ein US-amerikanischer Politiker. Zwischen 1945 und 1973 vertrat er den Bundesstaat Wisconsin im US-Repräsentantenhaus.

## Werdegang
John Byrnes besuchte die öffentlichen Schulen seiner Heimat und studierte bis 1936 an der University of Wisconsin–Madison. Nach einem anschließenden Jurastudium an der gleichen Universität und seiner im Jahr 1938 erfolgten Zulassung als Rechtsanwalt begann er in Green Bay in seinem neuen Beruf zu arbeiten. Zwischen 1938 und 1940 war er auch als stellvertretender Bankbeauftragter für die Staatsregierung von Wisconsin tätig.
Politisch war Byrnes Mitglied der Republikanischen Partei. Zwischen 1940 und 1944 saß er im Senat von Wisconsin. Im Jahr 1943 leitete er dort die republikanische Fraktion. Bei den Kongresswahlen des Jahres 1944 wurde er im achten Wahlbezirk von Wisconsin in das US-Repräsentantenhaus in Washington, D.C. gewählt, wo er am 3. Januar 1945 die Nachfolge des Demokraten LaVern Dilweg antrat. Nach 13 Wiederwahlen konnte er bis zum 3. Januar 1973 insgesamt 14 zusammenhängende Legislaturperioden im Kongress absolvieren. In seiner ersten Amtszeit im Kongress endete der Zweite Weltkrieg. Im Verlauf seiner 28 Jahre im US-Repräsentantenhaus wurde er Zeitzeuge aller innen- und außenpolitischen Ereignisse jener Zeit, zu denen unter anderem der Koreakrieg, die Bürgerrechtsbewegung, der Vietnamkrieg und die Kubakrise gehörten. In dieser Zeit wurden der 22., der 23., der 24., der 25. und der 26. Verfassungszusatz verabschiedet.
1972 verzichtete John Byrnes auf eine weitere Kandidatur. In den folgenden Jahren arbeitete er in der Bundeshauptstadt Washington als Rechtsanwalt. Dabei wohnte er im benachbarten Arlington, wo er am 12. Januar 1985 auch verstarb.